# Обали
Обали (бел. Абалi) — нежилая деревня в Видзовском сельсовете Браславского района Витебской области Белоруссии. Расположена в 45 км от города Браслав, в 49 км от железнодорожной станции Поставы. Население 0 человек (2018).

## История
В 1914 году деревня в составе Видзовской волости Новоалександровского уезда Ковенской губернии. С февраля по декабрь 1918 года была захвачена германскими войсками. С февраля 1919 года в составе Литовско-Белорусской ССР. С августа 1919 года захвачена польскими войсками. После освобождения Красной Армией в июне 1920 года, снова захвачена войсками Польской Республики в августе 1920 года. В 1922 году вошла в состав Польши, осенью 1939 года — в состав БССР.
С 12 октября 1940 деревня — центр Оболевского сельсовета Видзовского района Вилейской области. Во время Великой Отечественной войны была захвачена немецкими войсками с июня 1941 года по июль 1944 года. С 20 сентября 1944 года в составе Полоцкой области, с 8 января 1954 года в составе Молодечненской области, с 20 января 1960 года в составе Браславского района Витебской области. С 29 декабря 1961 в составе Видзовского поселкового Совета. В 1990-е годы входила в состав колхоза «Вперёд». С 2003 года в составе «Агровидзы». С 8 апреля 2004 года в Видзовском сельсовете.